# Buzfuz Rock
Der Buzfuz Rock ist eine Klippe vor der Westküste der Antarktischen Halbinsel. In der zum Archipel der Biscoe-Inseln gehörenden Gruppe der Pitt-Inseln liegt er 2,5 km westlich von Snubbin Island.
Das UK Antarctic Place-Names Committee benannte den Felsen 1971 nach Sergeant Buzfuz, einer Figur aus dem Fortsetzungsroman Die Pickwickier (1836–1837) des britischen Schriftstellers Charles Dickens.